# Velika nagrada Penya Rhina 1936
Velika nagrada Penya Rhina 1936 je bila šesta neprvenstvena dirka za Veliko nagrado v sezoni 1936. Odvijala se je 7. junija 1936 na španskem dirkališču Montjuïc v Barceloni.

## Poročilo

### Pred dirko
Tazio Nuvolari, ki je na dirki za Veliko nagrado Tripolija utrpel zlom več reber, je prvič ponovno dirkal, nastopil je z novim dirkalnikom Alfa Romeo 12C-36. Ponovno je Mercedes-Benz nastopil le z dvema dirkalnikom za Rudolfa Caracciolo in Louisa Chirona. Hans Stuck se je udeležil gorske dirke v Shelsley Walshu, zato je tudi Auto Union nastopal le z dvema dirkalnikoma. 
Na prostem treningu je Bernd Rosemeyer doživel nesrečo, ko je na njegovem dirkalniku odpovedal krmilni sistem, pri tem je utrpel poškodbe nosu in kolena. Achille Varzi je predlagal moštvu izdelavo krajšega dirkalnika za to dirko. Na prostem treningu je tak dirkalnik preizkusil, ker pa se ni izkazal za hitrega, je želel običajni dirkalnik. Ko mu je moštvo razložilo, da daljši dirkalnik potrebuje Rosemeyer, ker si je poškodoval koleno, Varzi ni želel nastopiti. Tako je priložnost dobil mladi dirkač Auto Uniona, Ernst von Delius, za katerega je bila to prva dirka kariere. 

### Dirka
Na štartu je povedel Nuvolari, ki mu je sledil Caracciola. Na tej stezi se je Mercedesov dirkalnik W25K s krajšo medosno razdaljo izkazal za še posebej neprimernega, zaradi podkrmarjenja in trzanja v ovinkih. Na polovici dirke je Nuvolari opravil dolg štiridesetsekundni postanek v boksih, toda že kmalu po vrnitvi na stezo je uspel ujeti in prehiteti Caracciolo. Razlika med obema je občutno narasla, ko je tudi Caracciola opravil postanek v boksih. Nuvolari je uspel zmagati kljub še enemu postanku v boksih za menjavo pnevmatik, Caracciola je na cilju zaostal za dobre tri sekunde, tretje mesto pa je osvojil Giuseppe Farina s štirimi krogi zaostanka. Novinec von Delius je bil četrti, Rosemeyer po dolgem postanku v šestem krogu za popravilo rezervoarja, zaradi česar je izgubil pet krogov, peti, Louis Chiron pa šesti. 

## Rezultati

### Dirka
| Poz | Št | Dirkač                      | Moštvo                    | Dirkalnik          | Krogi | Čas/Odstop        | Št. m. |
| --- | -- | --------------------------- | ------------------------- | ------------------ | ----- | ----------------- | ------ |
| 1   | 4  | Tazio Nuvolari              | Scuderia Ferrari          | Alfa Romeo 12C-36  | 80    | 2:43:07,5         | 2      |
| 2   | 16 | Rudolf Caracciola           | Daimler-Benz AG           | Mercedes-Benz W25K | 80    | + 3,4s            | 7      |
| 3   | 20 | Giuseppe Farina             | Scuderia Ferrari          | Alfa Romeo 8C-35   | 76    | +4 krogi          | 9      |
| 4   | 12 | Ernst von Delius            | Auto Union                | Auto Union C       | 75    | +5 krogov         | 5      |
| 5   | 2  | Bernd Rosemeyer             | Auto Union                | Auto Union C       | 75    | +5 krogov         | 1      |
| 6   | 6  | Louis Chiron                | Daimler-Benz AG           | Mercedes-Benz W25K | 75    | +5 krogov         | 3      |
| 7   | 22 | Raymond Sommer              | Privatnik                 | Alfa Romeo P3      | 74    | +6 krogov         | 10     |
| 8   | 24 | José María de Villapadierna | Privatnik                 | Alfa Romeo P3      | 74    | +6 krogov         | 11     |
| Ods | 10 | Jean-Pierre Wimille         | Automobiles Etore Bugatti | Bugatti T59        | 8     | Menjalnik         | 4      |
| Ods | 14 | Antonio Brivio              | Scuderia Ferrari          | Alfa Romeo 8C-35   | 7     |                   | 6      |
| Ods | 18 | Philippe Étancelin          | Officine A. Maserati      | Maserati V8RI      | 7     | Črpalka za gorivo | 8      |
| DNS | 12 | Achille Varzi               | Auto Union                | Auto Union C       |       |                   |        |
| DNA | 8  | Raph                        | Privatnik                 | Maserati V8RI      |       |                   |        |